# Peter van Gent

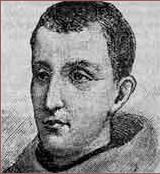
Fray Pedro de Gante

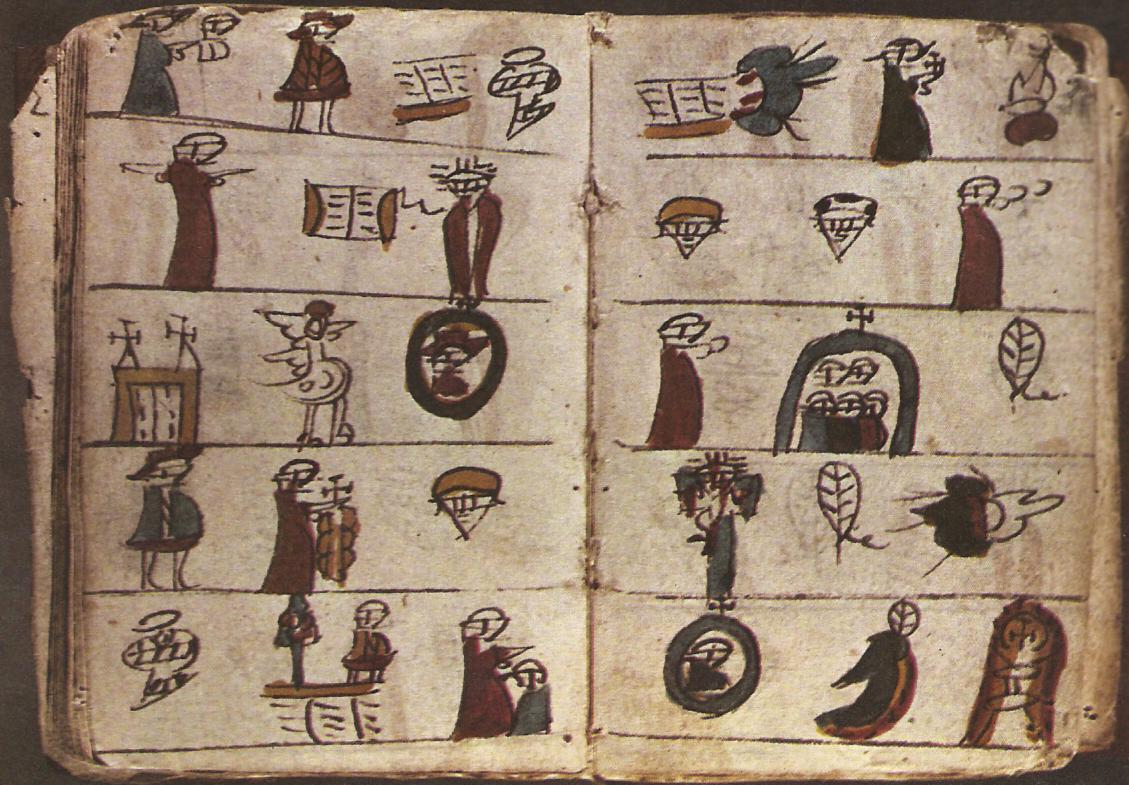
Pictografische catechismus uit de nationale bibliotheek te Madrid

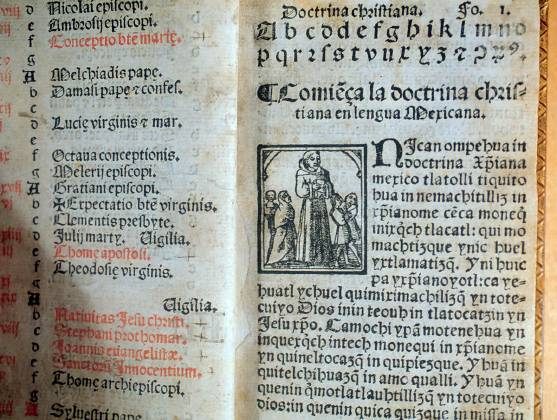
Doctrina Christiana (1553) uit de collectie van de University of Texas.

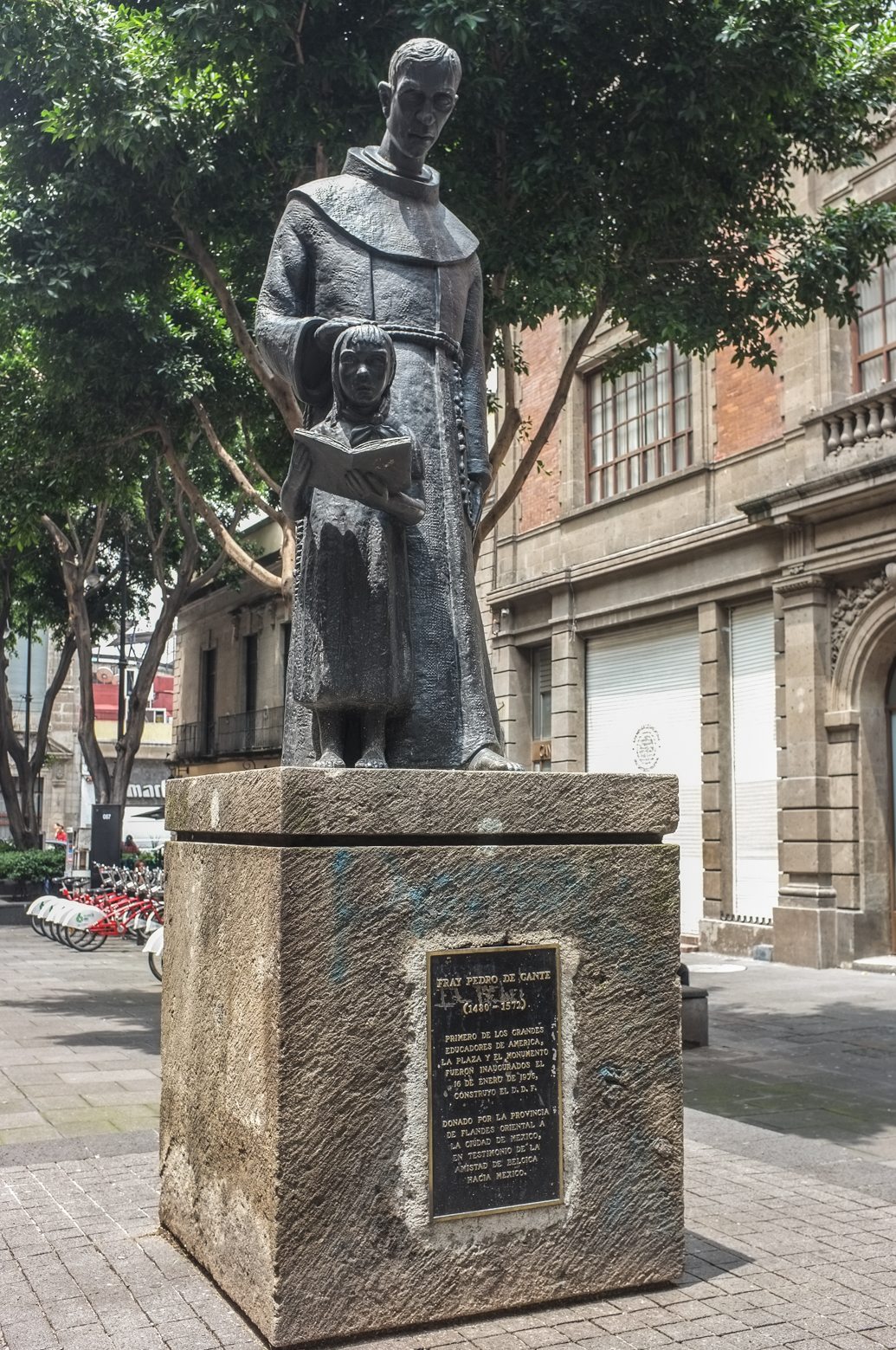
Standbeeld in Mexico

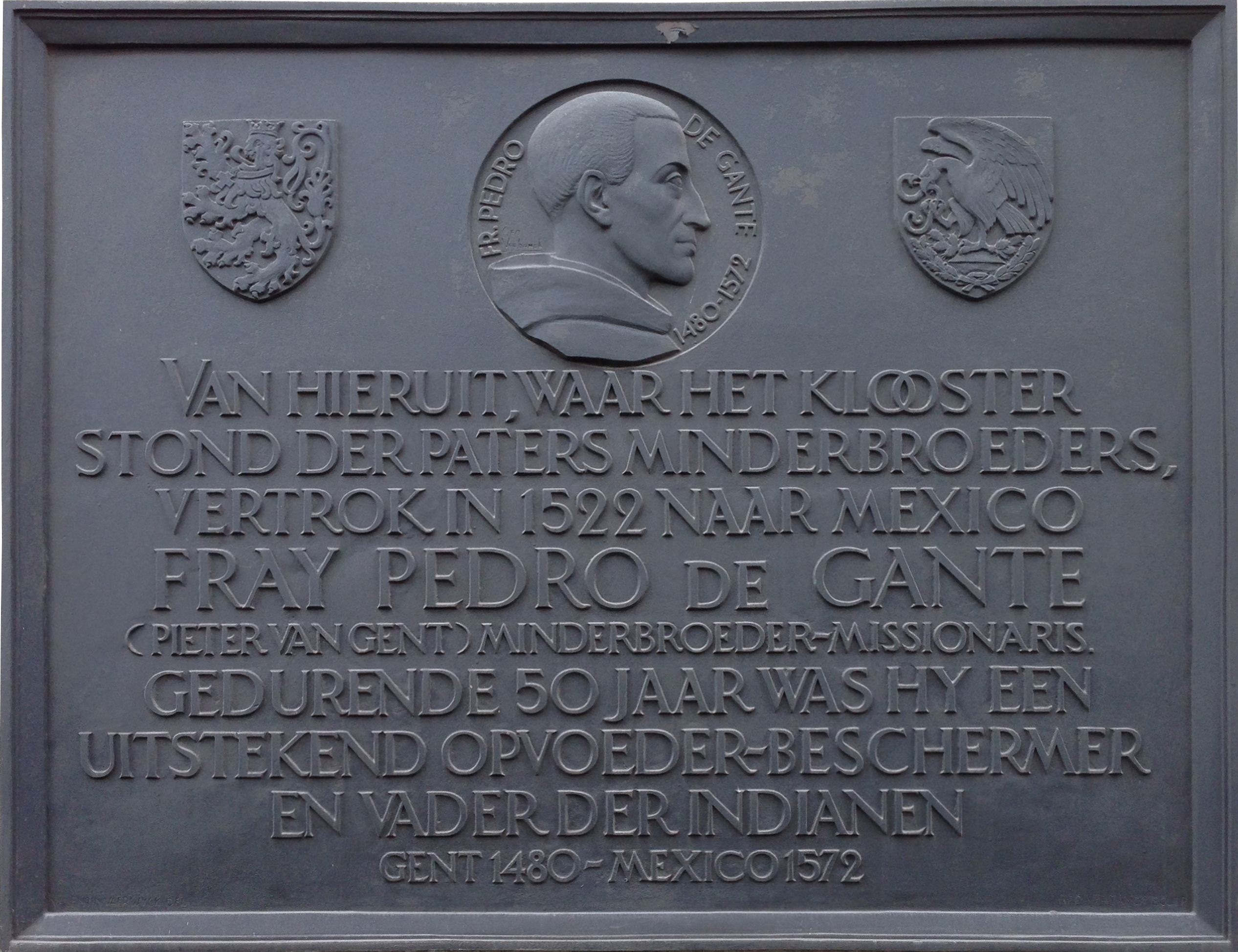
Gedenkplaat Oud Gerechtsgebouw in Gent

Peter van Gent, in het Spaans Pedro de Gante genoemd en ondertekenend als Pedro de Muro, vandaar wellicht geboren als Pieter van der Moere (Idegem, ca. 1480 - Mexico-Stad, 19 april 1572) was een Vlaamse franciscaan en leraar werkzaam in Mexico. Hij was de eerste christelijke missionaris in de Nieuwe Wereld en richtte er ook de eerste Europese school op.

## Leven
Lang werd aangenomen dat Peter geboren werd in Aaigem. Uit later bronnenonderzoek bleek dat het over Igem (Idegem) gaat.
Hij behoorde tot het minderbroederklooster van Gent en was sterk beïnvloed door de Moderne Devotie. Zijn opleiding had hij genoten bij de Broeders van het Gemene Leven.
Aangespoord door de bul Alias felices van paus Leo X, werd hij geselecteerd voor een Amerikaanse missie door Jean Glapion. In het gezelschap van keizer Karel V, reisde hij met zijn medebroeders Jan Dekkers en Jan van der Auwera via Engeland naar Spanje. Vervolgens maakten ze de overtocht van Sevilla naar Vera Cruz. Eind augustus 1523 kwamen de drie broeders aan in Nieuw-Spanje, dat nog maar kort door Hernan Cortés op de Azteken was veroverd. Dekkers en Van der Auwera trokken met Cortés op expeditie naar Honduras en lieten al snel het leven. Peter van Gent zou daarentegen bijna vijftig jaar actief blijven in Mexico (van 1523 tot 1572).
Hij stichtte de school van San José de los Naturales, waar in 1532 reeds 500 tot 600 jongens dagelijks onderwezen werden. Zoals de meeste katholieke missionarissen van zijn tijd wilde ook Peter Van Gent een einde maken aan de offerrituelen (ook kinderoffers) van de heidense Indianen aan hun vele goden. Om hen effectief te bekeren liet hij de zonen van inheemse adellijke elite naar zich toebrengen, die hij opsloot en onderwees over het christendom. Alleen de "goede leerlingen" mochten in contact komen met de buitenwereld. Op die school werd tevens muziektheorie en -praktijk gegeven, en ook vonden er lessen plaats in het bouwen van muziekinstrumenten. Zelf leerde hij de taal van de Azteken, Nahuatl, om ze in hun eigen taal te kunnen onderwijzen. Hij wierp zich op als beschermer van de Indianen tegen de wreedheid van de Spaanse conquistadores en met name het encomienda-systeem. Hernán Cortés beloonde zijn Castiliaanse conquistadores en de hoogste (collaborerende) Indiaanse adel met gronden en hun bewoners. Hoewel de inheemse bewoners theoretisch geen slaven waren maar eerder behandeld werden als lijfeigenen die bekering en bescherming hoorden te krijgen, werden ze toch met harde hand gedwongen zware arbeid te verrichten en producten te leveren. Bij zijn godsdienstig onderricht gebruikte hij een zelfgemaakte catechismus in rebusvorm. In vier kleuren werd onder meer afgebeeld hoe een kruisteken te maken en de voornaamste gebeden te zeggen. Naar het voorbeeld van de Latijnse school in Zwolle en de Latijnse school in Deventer onderwees hij ambachtelijke technieken en koorzang.
Ook hield hij kunstateliers en bouwde hij ziekenhuizen voor de inheemse Mexicanen. Daarnaast liet hij een groot aantal kerken bouwen, waaronder een in Texcoco op een voormalige Azteekse tempel. In 1529 verklaarde hij meer dan honderd kerken te hebben opgericht en meer dan 200.000 inwoners te hebben gedoopt. Hij richtte de eerste drukkerij in Amerika op. In 1533 drukte hij er zijn Doctrina cristiana en lengua mexicana.
Volgens sommigen was hij een bastaardzoon van keizer Maximiliaan I. In elk geval stond hij dicht genoeg bij Keizer Karel V om er een directe correspondentie met hem op na te houden, en nadien met Filips II van Spanje. Geïnspireerd door de scherpe aanklachten van missionaris Bartolomé de las Casas kloeg ook Van Gent in lange brieven de uitbuiting van de inheemse bevolking aan en noemde hij de dwangarbeid als voornaamste probleem. In 1552 schreef Fray Pedro aan Keizer Karel dat je mensen niet tot het ware geloof kunt brengen als ze omkomen van de honger en naar de bergen moeten vluchten.
Broeder Peter weigerde tot drie keer toe om tot priester te worden gewijd. Na de dood van Juan de Zumárraga sloeg hij ook het voorstel van Karel V om benoemd te worden tot aartsbisschop van Mexico af. Na zijn dood in 1572 werd zijn werk voortgezet door zijn leerling Diego Valadés.
In 1988 werd hij zalig verklaard door paus Johannes Paulus II.

## Geschriften

### Manuscripten
- Catecismo de la doctrina cristiana con jeroglíficos, para la enseñanza de los indios de México

Gehouden in het Archivo Histórico Nacional (Madrid), Códice 1257B

### Publicaties
- Doctrina Christiana en Lengua Mexicana. Per signum crucis. Icamachiotl cruz yhuicpain toya chua Xitech momaquixtili Totecuiyoc diose. Ica inmotocatzin. Tetatzin yhuan Tepilizin yhuan Spiritus Sancti. Amen Jesús

Verschenen ca. 1547 (Mexico: Juan Pablos) en vervolgens in 1553 (Mexico: Juan Pablos). Een eerdere versie die in 1528 te Antwerpen werd gedrukt, is niet bewaard. Becommentarieerde facsimile uitgave door Ernesto de la Torre Villar (Mexico, 1981).
- Catecismo de la doctrina cristiana con jeroglíficos, para la enseñanza de los indios de México

Becommentarieerde facsimile uitgave door Federico Navarro (Madrid, 1970) en door Justino Cortés Castellanos, El catecismo en pictogramas de Fr. Pedro de Gante (Madrid, 1987).
- Cartas, versos religiosos en mejicano

Uitgegeven door Joaquín García Icazbalceta als Códice franciscano (Mexico, 1941), 212ff.
- Cartas de Fr. Pedro de Gante

Correspondentie uitgegeven door Fidel de Jesús Chauvet (Mexico: 1951)

## Standbeelden en gedenktekens
- Zijn beeltenis bevindt zich aan de voet van het standbeeld van Christoffel Columbus langs de Reforma in Mexico-Stad. Een zelfstandig standbeeld staat sinds 1976 in de Calle Gante. Beiden zijn in 2020 weggehaald "voor restauratie".
- In Gent hangt een gedenkplaat aan de zijgevel van het voormalige Justitiepaleis, kant Nederkouter. Op 13 juni 1948 werd de gedenkplaat onthuld. Architect Valentin Vaerwyck stond in voor het ontwerp. Beeldhouwer Geo Verbanck vervaardigde het portretmedaillon en de twee wapenschilden.
- Ook in Gent staat zijn standbeeld op het Fratersplein.
- Aan de voorgevel van de kerk van Idegem hangt een gedenkplaat als herinnering dat Pedro de Gante hier geboren is.

## Trivia
- Zijn levensverhaal is verfilmd als Millions Call Him Father.
- Van Gent eindigde 99ste bij de verkiezing van De Grootste Belg.